# HD 202206
HD 202206 – żółty karzeł znajdujący się w gwiazdozbiorze Koziorożca w odległości około 151 lat świetlnych.
Masa gwiazdy wynosi 1,13 masy Słońca, a promień 1,02 promienia Słońca. Jej wiek szacowany jest na około 2 miliardy lat. Na pełny obrót wokół własnej osi gwiazda potrzebuje tylko 9,5 dnia. Temperatura efektywna jej powierzchni równa jest 5750 K ± 75 K.
Gwiazda ta posiada ciekawy układ planetarny: krąży wokół niej mało masywny brązowy karzeł, a tę parę obiektów okrąża po dalszej orbicie jedna planeta.